# Angelo Solazzo
Angelo Solazzo (Pola, 15 giugno 1921 – Trieste, 7 marzo 2001) è stato un calciatore italiano, di ruolo Mezzala destra.

## Carriera
Giocò in Serie A con la Triestina, esordì nella massima serie a Torino il 22 settembre 1946 nella partita Torino-Triestina (1-1) segnando all'11º il gol del momentaneo vantaggio degli alabardati.
Ritiratosi dall'attività agonistica, divenne bancario.

## Palmarès

### Club

#### Competizioni regionali
- Promozione: 2

Ponziana: 1949-1950
San Giovanni Trieste: 1952-1953